# Eulachnus mediterraneus
Eulachnus mediterraneus är en insektsart som beskrevs av Binazzi 1983. Eulachnus mediterraneus ingår i släktet Eulachnus och familjen långrörsbladlöss. Inga underarter finns listade i Catalogue of Life.